# Embraer Phenom 300
Embraer Phenom 300 – lekki samolot odrzutowy opracowywany przez brazylijskiego producenta samolotów Embraer. Phenom 300 będzie mógł zabrać na pokład osiem lub dziewięć osób. Przy sześciu pasażerach jego zasięg wynieść ma 3334 kilometry (1800 mil morskich). Jego cena szacowana jest na 6,65 miliona dolarów za egzemplarze wyprodukowane w 2009 roku.

## Awionika
W Phenomie 300 zastosowana zostanie awionika Embraer "Prodigy" Flight Deck 300 (na podstawie Garmin G1000).

### Projekty powiązane
- Embraer Phenom 100

### Podobne samoloty
- Cessna Citation CJ3
- Raytheon Premier I
- Raytheon Hawker 400XP